# Žgombići
Žgombići es una localidad de Croacia en el municipio de Malinska-Dubašnica, condado de Primorje-Gorski Kotar.

## Geografía
Se encuentra a una altitud de 83 m s. n. m. a 174 km de la capital nacional, Zagreb.

## Demografía
En el censo 2011 el total de población de la localidad fue de 59 habitantes.
| Gráfica de población de Žgombići 1857-2011                          |
|                                                                     |
| Según los censos de población de la oficina estadística de Croacia. |